# Jagdkommando-38
Jagdkommando-38 (ros. ягдкоманда-38) – antypartyzancki oddział zbrojny złożony z Rosjan podczas II wojny światowej.
Oddział został sformowany pod koniec 1941 r. w ramach niemieckiego XXXVIII Korpusu Armijnego gen. Friedricha-Wilhelma von Chappuisa Grupy Armii "Północ". Był podporządkowany Oddziałowi 1C (wywiad i kontrwywiad) sztabu korpusu i SD. Składał się z byłych jeńców wojennych z Armii Czerwonej, którzy służyli wcześniej w pomocniczej policji obozowej. Ich liczebność wahała się między 20-60 ludzi. Dowództwo sprawował Niemiec rtm. Luchner. Oddział stacjonował we wsi Żestianaja Gorka w obwodzie nowogrodzkim. Do jego zadań należało prowadzenie walki z miejscową partyzantką i spadochroniarzami-dywersantami Armii Czerwonej, zrzucanymi na spadochronach na tyły wojsk niemieckich. Dokonywał też ekspedycji karnych przeciwko wsiom popierającym partyzantów. Podczas ofensywy Armii Czerwonej w 1944 r. jagdkommando brało udział w walkach frontowych, w wyniku których zostało całkowicie zniszczone.